# سد وادي الصدر
سد وادي الصدر، أحد السدود التسعة عشر التي تم العمل عليها، في منطقة الباحة جنوب غرب المملكة العربية السعودية، والذي افتتح في عام 1982، وكان الغرض الرئيس من بناء السد هو حفظ المياة لخدمة الري والزراعة ورفع منسوب مياه الآبار.

## الموقع
يقع السد في أعالي قرية وادي الصدر في منطقة الباحة وهي تتبع إدارياً لمحافظة بني حسن. أي يقع في الجهة الشرقية الجنوبية لقبيلة بني كنانة، أقيم السد بالتحديد على وادي تربة زهران بين قريتي مرواة ووداي الصدر، وتبعد حوالي 34 كلم عن عاصمة منطقة الباحة.

## الخصائص
أنشئ سد وادي الصدر من النوع الخراساني من أجل استعاضة (م.1) مياه الآبار الجوفية، وتوفير مياه الشرب لسكان المنطقة والاستفادة من موارد المياه في وادي الصد، وقد بلغ طوله 105 متر (م.2) وبلغ ارتفاعه 24 مترًا، وبسعة تخزينية تفوق 50 ألف متر مكعب دون مفيض جانبي
يبلغ طول المجرى المائي للوادي 13 كيلو متر.(م.2)
تبلغ مساحة البحيرة خلف السد 4 كم مربع.

## الهوامش
م.1الاستعاضة: ھي عودة مستويات المياه في الآبار بعد انتھاء الضخ إلى مستواھا الأصلي قبل بداية الضخ.
م.2.قيمة تقريبية مقاسة من الصورة الفضائية